# Udgivelser af Lost
Den amerikanske tv-serie Lost har siden sin debut i 2004 fået tilsluttet udgivelser i flere medier af sit franchise, herunder selve serien på dvd, seriens originale soundtrackkomposition af Michael Giacchino og i 2008 adventure/action-spillet Lost: Via Domus fra Ubisoft.

## Filmmedier

### Lost: The Complete First Season
| Detaljer | Detaljer | Detaljer | Bonusmateriale | Bonusmateriale | Bonusmateriale |
| - 25 afsnit (Betragtes som 24 nogle steder) - 7-Disc Set - 1.78:1 Aspect Ratio - Undertekster: Dansk, norsk, svensk, finsk engelsk, tysk, spansk og islandsk - Engelsk og Spansk (Dolby Digital 5.1 Surround) - Kommentarspor (Dolby Digital 2.0 Stereo) - "Pilot: Part 1" - J.J. Abrams, Damon Lindelof og Bryan Burk - "Pilot: Part 2" - J.J. Abrams, Damon Lindelof og Bryan Burk - "Walkabout" - Jack Bender, David Fury og Terry O'Quinn - "The Moth" - Damon Lindelof, Bryan Burk of Dominic Monaghan - "Hearts and Minds" - Carlton Cuse, Javier Grillo-Marxuach, Maggie Grace og Ian Somerhalder | - 25 afsnit (Betragtes som 24 nogle steder) - 7-Disc Set - 1.78:1 Aspect Ratio - Undertekster: Dansk, norsk, svensk, finsk engelsk, tysk, spansk og islandsk - Engelsk og Spansk (Dolby Digital 5.1 Surround) - Kommentarspor (Dolby Digital 2.0 Stereo) - "Pilot: Part 1" - J.J. Abrams, Damon Lindelof og Bryan Burk - "Pilot: Part 2" - J.J. Abrams, Damon Lindelof og Bryan Burk - "Walkabout" - Jack Bender, David Fury og Terry O'Quinn - "The Moth" - Damon Lindelof, Bryan Burk of Dominic Monaghan - "Hearts and Minds" - Carlton Cuse, Javier Grillo-Marxuach, Maggie Grace og Ian Somerhalder | - 25 afsnit (Betragtes som 24 nogle steder) - 7-Disc Set - 1.78:1 Aspect Ratio - Undertekster: Dansk, norsk, svensk, finsk engelsk, tysk, spansk og islandsk - Engelsk og Spansk (Dolby Digital 5.1 Surround) - Kommentarspor (Dolby Digital 2.0 Stereo) - "Pilot: Part 1" - J.J. Abrams, Damon Lindelof og Bryan Burk - "Pilot: Part 2" - J.J. Abrams, Damon Lindelof og Bryan Burk - "Walkabout" - Jack Bender, David Fury og Terry O'Quinn - "The Moth" - Damon Lindelof, Bryan Burk of Dominic Monaghan - "Hearts and Minds" - Carlton Cuse, Javier Grillo-Marxuach, Maggie Grace og Ian Somerhalder | - Departure - The Genesis Of Lost - Before They Were Lost - Welcome To Oahu: The Making Of The Pilot - The Art Of Matthew Fox - Lost @ Comicon - Tales From The Island - Lost: On Location - Lost Revealed - The Lost Flashback - Slettede scener - Bloopers (Sjove fraklip) - Live From The Museum Of Television And Radio - 2 Easter Eggs | - Departure - The Genesis Of Lost - Before They Were Lost - Welcome To Oahu: The Making Of The Pilot - The Art Of Matthew Fox - Lost @ Comicon - Tales From The Island - Lost: On Location - Lost Revealed - The Lost Flashback - Slettede scener - Bloopers (Sjove fraklip) - Live From The Museum Of Television And Radio - 2 Easter Eggs | - Departure - The Genesis Of Lost - Before They Were Lost - Welcome To Oahu: The Making Of The Pilot - The Art Of Matthew Fox - Lost @ Comicon - Tales From The Island - Lost: On Location - Lost Revealed - The Lost Flashback - Slettede scener - Bloopers (Sjove fraklip) - Live From The Museum Of Television And Radio - 2 Easter Eggs |
| Udgivelsesdatoer | | | | | |
| | | | | | |
| Part 1 | Part 2 | Komplet | | | |
| 6. september 2005 | 6. september 2005 | 30. november 2005 | 31. oktober 2005 | 16. januar 2006 | 16. januar 2006 |

### Lost: The Complete Second Season – The Extended Experience
| Detaljer | Detaljer | Detaljer | Bonusmateriale | Bonusmateriale | Bonusmateriale |
| - 24 afsnit (Betragtes nogle steder som 23) - 7-Disc Set - 1.78:1 Aspect Ratio - Undertekster: Dansk, norsk, svensk, finsk engelsk, tysk, spansk og islandsk - Engelsk og Spansk (Dolby Digital 5.1 Surround) - Kommentarspor (Dolby Digital 2.0 Stereo) - "Man of Science, Man of Faith" - Damon Lindelof, Carlton Cuse, Bryan Burk and Jack Bender - "What Kate Did" - Paul Edwards, Michael Bonvillain, and Evangeline Lilly - "The 23rd Psalm" - Damon Lindelof, Carlton Cuse and Bryan Burk - "The Whole Truth" - Elizabeth Sarnoff, Christina M. Kim, Yunjin Kim and Daniel Dae Kim - "Dave" - Jack Bender, Jorge Garcia & Cynthia Watros | - 24 afsnit (Betragtes nogle steder som 23) - 7-Disc Set - 1.78:1 Aspect Ratio - Undertekster: Dansk, norsk, svensk, finsk engelsk, tysk, spansk og islandsk - Engelsk og Spansk (Dolby Digital 5.1 Surround) - Kommentarspor (Dolby Digital 2.0 Stereo) - "Man of Science, Man of Faith" - Damon Lindelof, Carlton Cuse, Bryan Burk and Jack Bender - "What Kate Did" - Paul Edwards, Michael Bonvillain, and Evangeline Lilly - "The 23rd Psalm" - Damon Lindelof, Carlton Cuse and Bryan Burk - "The Whole Truth" - Elizabeth Sarnoff, Christina M. Kim, Yunjin Kim and Daniel Dae Kim - "Dave" - Jack Bender, Jorge Garcia & Cynthia Watros | - 24 afsnit (Betragtes nogle steder som 23) - 7-Disc Set - 1.78:1 Aspect Ratio - Undertekster: Dansk, norsk, svensk, finsk engelsk, tysk, spansk og islandsk - Engelsk og Spansk (Dolby Digital 5.1 Surround) - Kommentarspor (Dolby Digital 2.0 Stereo) - "Man of Science, Man of Faith" - Damon Lindelof, Carlton Cuse, Bryan Burk and Jack Bender - "What Kate Did" - Paul Edwards, Michael Bonvillain, and Evangeline Lilly - "The 23rd Psalm" - Damon Lindelof, Carlton Cuse and Bryan Burk - "The Whole Truth" - Elizabeth Sarnoff, Christina M. Kim, Yunjin Kim and Daniel Dae Kim - "Dave" - Jack Bender, Jorge Garcia & Cynthia Watros | - Fase 1: Observation - Fire + Water: Anatomy Of An Episode - Lost: On Location - The World According To Sawyer - Fase 2: Conditioning - The Lost Flashbacks - Abandoned - Lockdown: Locke's Father - Slettede scener - Bloopers (Sjove fraklip) - Fase 3: Conclusion - Lost: Connections - Interactive Experience that Plants Seeds for Season Three - Mysteries, Theories, And Conspiracies - Secrets From The Hatch - Canine Castaway - hidden bonus feature: - On the beach with Evi-Intreview with Evangeline Lilly | - Fase 1: Observation - Fire + Water: Anatomy Of An Episode - Lost: On Location - The World According To Sawyer - Fase 2: Conditioning - The Lost Flashbacks - Abandoned - Lockdown: Locke's Father - Slettede scener - Bloopers (Sjove fraklip) - Fase 3: Conclusion - Lost: Connections - Interactive Experience that Plants Seeds for Season Three - Mysteries, Theories, And Conspiracies - Secrets From The Hatch - Canine Castaway - hidden bonus feature: - On the beach with Evi-Intreview with Evangeline Lilly | - Fase 1: Observation - Fire + Water: Anatomy Of An Episode - Lost: On Location - The World According To Sawyer - Fase 2: Conditioning - The Lost Flashbacks - Abandoned - Lockdown: Locke's Father - Slettede scener - Bloopers (Sjove fraklip) - Fase 3: Conclusion - Lost: Connections - Interactive Experience that Plants Seeds for Season Three - Mysteries, Theories, And Conspiracies - Secrets From The Hatch - Canine Castaway - hidden bonus feature: - On the beach with Evi-Intreview with Evangeline Lilly |
| Udgivelsesdatoer | | | | | |
| | | | | | |
| Part 1 | Part 2 | Komplet | | | |
| 5. september 2006 | 5. september 2006 | 4. oktober 2006 | 17. juli 2006 | 4. oktober 2006 | 4. oktober 2006 |

### Lost: The Complete Third Season – The Unexplored Experience
| Detaljer | Detaljer | Detaljer | Bonusmaterialer | Bonusmaterialer | Bonusmaterialer |
| - 23 Afsnit - 7-Disc Set eller 6 Blu-Ray Discs - 1.78:1 Aspect Ratio - Undertekster: Dansk, norsk, svensk, finsk engelsk, tysk, spansk og islandsk - Engelsk og Spansk (Dolby Digital 5.1 Surround) - Kommentarspor (Dolby Digital 2.0 Stereo) - A Tale of Two Cities - I Do - Exposé - The Man Behind the Curtain | - 23 Afsnit - 7-Disc Set eller 6 Blu-Ray Discs - 1.78:1 Aspect Ratio - Undertekster: Dansk, norsk, svensk, finsk engelsk, tysk, spansk og islandsk - Engelsk og Spansk (Dolby Digital 5.1 Surround) - Kommentarspor (Dolby Digital 2.0 Stereo) - A Tale of Two Cities - I Do - Exposé - The Man Behind the Curtain | - 23 Afsnit - 7-Disc Set eller 6 Blu-Ray Discs - 1.78:1 Aspect Ratio - Undertekster: Dansk, norsk, svensk, finsk engelsk, tysk, spansk og islandsk - Engelsk og Spansk (Dolby Digital 5.1 Surround) - Kommentarspor (Dolby Digital 2.0 Stereo) - A Tale of Two Cities - I Do - Exposé - The Man Behind the Curtain | - The World of the Others - Lost Flashbacks - Lost in One Day - Lost on Location - The Lost Book Club - Slettede scener - Bloopers (Sjove fraklip) - The Next Level - Inside The Video Game - Easter Eggs: | - The World of the Others - Lost Flashbacks - Lost in One Day - Lost on Location - The Lost Book Club - Slettede scener - Bloopers (Sjove fraklip) - The Next Level - Inside The Video Game - Easter Eggs: | - The World of the Others - Lost Flashbacks - Lost in One Day - Lost on Location - The Lost Book Club - Slettede scener - Bloopers (Sjove fraklip) - The Next Level - Inside The Video Game - Easter Eggs: |
| Udgivelsesdatoer | | | | | |
| | | | | | |
| 26. september 2007 | 11. december 2007 | 11. december 2007 | 17. oktober 2007 | 22. oktober 2007 | |

## Lydmedier

### Soundtracks
Udgivet til første og anden sæson. Original komposition af Michael Giacchino.

## Computerspil

### Spil til mobiltelefoner
Tekst mangler, hjælp os med at skrive teksten

### Via Domus
I 2008 udkom Via Domus til PC og diverse spilkonsoller. Det introducerer en ny fiktiv person der ikke har figureret i serien, og spilleren gennemgår hovedpersonens historie på øen og i flashbacks. Spillets banestruktur er opbygget ligesom serien, med et "recap," intro, og endeligt cliffhanger i hver banes afslutning. Flere af seriens kendte figurer optræder i det adventure og action-genrebaserede spil, men kun få af de rigtige skuespillere har lagt stemme til, hvor der til resten er brugt "sound-alikes." Spillets historie er ikke "kanon," men er overset af flere af seriens producere.